# The History of Heresy II
The History of Heresy II – trzeci kompilacyjny box set power metalowego zespołu Powerwolf. Składał się z trzech albumów: Bible of the Beast, Blood of the Saints i The Sacrilege Symphony.

## Lista utworów

### CD 1: Bible of the Beast
1. „Opening: Prelude to Purgatory” –	1:13
2. „Raise Your Fist, Evangelist” –	4:00
3. „Moscow After Dark” –	03:15
4. „Panic in the Pentagram” –	5:15
5. „Catholic in the Morning... Satanist at Night” –	3:58
6. „Seven Deadly Saints” –	3:36
7. „Werewolves of Armenia” –	3:55
8. „We Take the Church by Storm” –	3:55
9. „Resurrection by Erection” –	3:51
10. „Midnight Messiah”	– 4:13
11. „St. Satan's Day” –	4:31
12. „Wolves Against the World” –	6:05
13. „Testament In Black” – 4:15
14. „Riding The Storm” –	6:39

### CD 2: Blood of the Saints
1. „Opening: Agnus Dei” –   	0:48
2. „Sanctified with Dynamite” – 	4:24
3. „We Drink Your Blood” – 	3:42
4. „Murder At Midnight” – 	4:45
5. „All We Need Is Blood” – 	3:35
6. „Dead Boys Don't Cry” – 	3:23
7. „Son of a Wolf” – 	        3:58
8. „Night of the Werewolves” – 	4:28
9. „Phantom of the Funeral” – 	3:07
10. „Die, Die, Crucified” – 	2:58
11. „Ira Sancti (When the Saints Are Going Wild)” – 	6:25

### CD 3: The Sacrilege Symphony
1. „Raise Your Fist, Evangelist (Orchestral Version)”
2. „In Blood We Trust (Orchestral Version)”
3. „Sanctified With Dynamite (Orchestral Version)”
4. „Ira Sancti (When the Saints Are Going Wild) (Orchestral Version)”
5. „Moscow After Dark (Orchestral Version)”

## Wykonawcy
- Charles Greywolf – gitara basowa
- Stéfane Funèbre – perkusja
- Thomas Diener – perkusja
- Attila Dorn – wokal
- Falk Maria Schlegel – keyboard
- Matthew Greywolf – gitara